# Sceloenopla integra
Sceloenopla integra es una especie de insecto coleóptero de la familia Chrysomelidae. Fue descrita científicamente en 1930 por Uhmann.